# Chimarra kuala
Chimarra kuala är en nattsländeart som beskrevs av Olah 1993. Chimarra kuala ingår i släktet Chimarra och familjen stengömmenattsländor. Inga underarter finns listade i Catalogue of Life.